# Ньюкасл (Техас)
Ньюкасл (англ. Newcastle) — місто (англ. city) в США, в окрузі Янг штату Техас. Населення — 526 осіб (2020).

## Географія
Ньюкасл розташований за координатами 33°11′44″ пн. ш. 98°44′38″ зх. д. / 33.19556° пн. ш. 98.74389° зх. д. (33.195478, -98.743776).  За даними Бюро перепису населення США в 2010 році місто мало площу 4,67 км², з яких 4,64 км² — суходіл та 0,03 км² — водойми.

## Демографія
Згідно з переписом 2010 року, у місті мешкало 585 осіб у 245 домогосподарствах у складі 157 родин. Густота населення становила 125 осіб/км².  Було 300 помешкань (64/км²).
Расовий склад населення:
| - 99,0 % — білих |

До двох чи більше рас належало 0,7 %. Частка іспаномовних становила 3,9 % від усіх жителів.
За віковим діапазоном населення розподілялося таким чином: 24,8 % — особи молодші 18 років, 59,0 % — особи у віці 18—64 років, 16,2 % — особи у віці 65 років та старші. Медіана віку мешканця становила 40,7 року. На 100 осіб жіночої статі у місті припадало 107,4 чоловіків;  на 100 жінок у віці від 18 років та старших — 100,0 чоловіків також старших 18 років.
Середній дохід на одне домашнє господарство  становив 43 522 долари США (медіана — 29 545), а середній дохід на одну сім'ю — 53 004 долари (медіана — 40 000). Медіана доходів становила 39 167 доларів для чоловіків та 30 893 долари для жінок. За межею бідності перебувало 19,0 % осіб, у тому числі 24,8 % дітей у віці до 18 років та 19,3 % осіб у віці 65 років та старших.
Цивільне працевлаштоване населення становило 220 осіб. Основні галузі зайнятості: освіта, охорона здоров'я та соціальна допомога — 38,2 %, роздрібна торгівля — 9,1 %, будівництво — 8,2 %.